# سوگا نو اوماکو

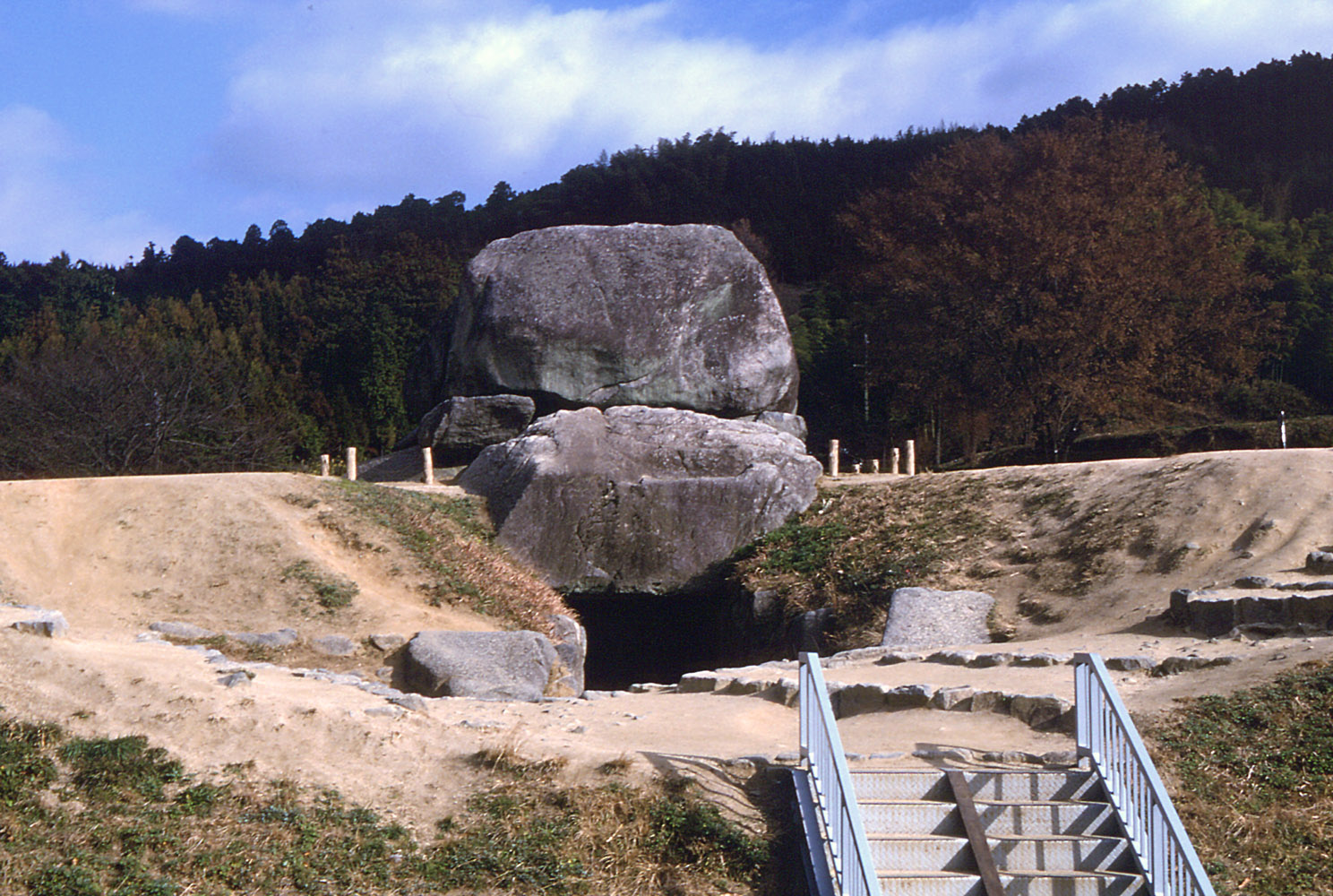
ایشی بوتای کوفون احتمالاً مقبره احتمالی سوگا نو اوماکو می‌باشد.

سوگا نو اوماکو (۱۹ جون ۶۲۶ -؟ 蘇我 馬子 Soga no Umako) (۵۵۱) پسر سوگا نو اینامه یکی از اعضایِ قدرتمند خاندان سوگا در ژاپن بود. او به همراه شاهزاده شوتوکو تایشی در زمان سلطنت امپراتریس سویکو اصلاحات سیاسی مهمی انجام داد. او پس از ازدواج دخترش با یکی از اعضای خانواده سلطنتی ژاپن موقعیت با ثباتی در دولت پیدا کرد. در اواخر قرن ششم او به ترویج آیین بودا در ژاپن پرداخت.